# Charles-Jean Baptiste Bonnin
Pour les articles homonymes, voir Bonnin.
Charles-Jean Baptiste Bonnin (Paris, 4 octobre 1772 - Bourg-la-Reine, 27 mai 1846) est un penseur et auteur progressiste de la Révolution et de la première moitié du XIXe siècle. Il est le père de la science de l'administration publique moderne. Son travail universitaire fait de lui un précurseur en matière de droit public, de droit constitutionnel et de droit administratif. Sa doctrine sociale le place parmi les fondateurs de la sociologie. Il a également rédigé des chroniques parlementaires et s'est enquis des problèmes éducatifs. Auguste Comte a dit de Bonnin qu'il était « une personne sage et énergique, profondément et spontanément liée avec le positivisme et dans lequel nous trouvons le véritable esprit de la Révolution ».

## Histoire
Charles-Jean Baptiste Bonnin est né le 4 octobre 1772 à Paris, dans une famille originaire de Bourgogne. Il a étudié au Collège des Quatre-Nations. Il a servi dans l'administration publique comme agent du département de la Seine. Ses parents le prédestinaient à une carrière médicale. Ce projet fut entravé par la Révolution et les événements qui s'ensuivirent. Ces  événements ont inspiré sa pensée et suscité son goût pour les questions politiques. Sa véritable vocation est née précocement grâce à des lectures de Montesquieu, Mably, Francis Bacon, Fénelon et Cornelius, à qui il voue une grande admiration. Il rencontre Auguste Comte en 1829, devenant à la fois son ami et un de ses admirateurs et ce jusqu'à sa mort.
Parmi les nombreuses références faites à sa personne, au cours de sa vie met en lumière le travail de M. Lemonier intitulé Nouvelle Historique (Notice Historique), qui dirige une œuvre qui porte le nom Pensées de CJB Bonnin. Le document a été promu par Bonnin et peut-être révisé par lui. Au sein de les archives de l'administration française il y a quelques références à sa personne, au sujet de sa possible appartenance aux francs-maçons. En outre, certains passages de ses Études législatives, publiés en 1822, où critique le catholicisme, suggèrent qu’il a souffert treize mois d'emprisonnement.
La Revue encyclopédique ou analyse raisonnée des productions plus remarquables de France, dans son édition de 1829, se distingue la publication de la troisième édition des principes d'administration publique, on donne un aperçu du contenu plus important du travail et déclare que c'est un livre plein d'idées sages et utiles que l'auteur capturé avec élégance, précision et clarté.

## Héritage
Aujourd'hui, c'est un accès facile à son œuvre principale: Principes de l'Administration Publique, pour avoir réimprimé en anglais, français et espagnol, les deux en ligne; mais principalement grâce à la publication du Fondo de Cultura Económica de Mexico (2004). Actuellement ses compatriotes lui rendre l'hommage qu'il mérite. Georges Langrod dit à juste titre que « la science de l'administration », au sens moderne de cette expression, né en France avec le XIXe siècle. Son précurseur est Charles-Jean Bonnin, auteur de Principes de l'Administration Publique, dont la première édition remonte à 1808. De même, Jacques Chevallier et Daniele Loschak commenté que « peut être considéré comme le véritable fondateur de la science administrative française ». Mais il est plus, beaucoup plus : c'est le fondateur de la science de l'administration publique, mondialement considérée. Plus récemment Jacqueline Morand-Deviller suggéré la publication des principes, précisément dans sa première édition, qui est déjà fait, pas en France, mais au Mexique, lorsqu'il court le 2004.

## Œuvre Écrite

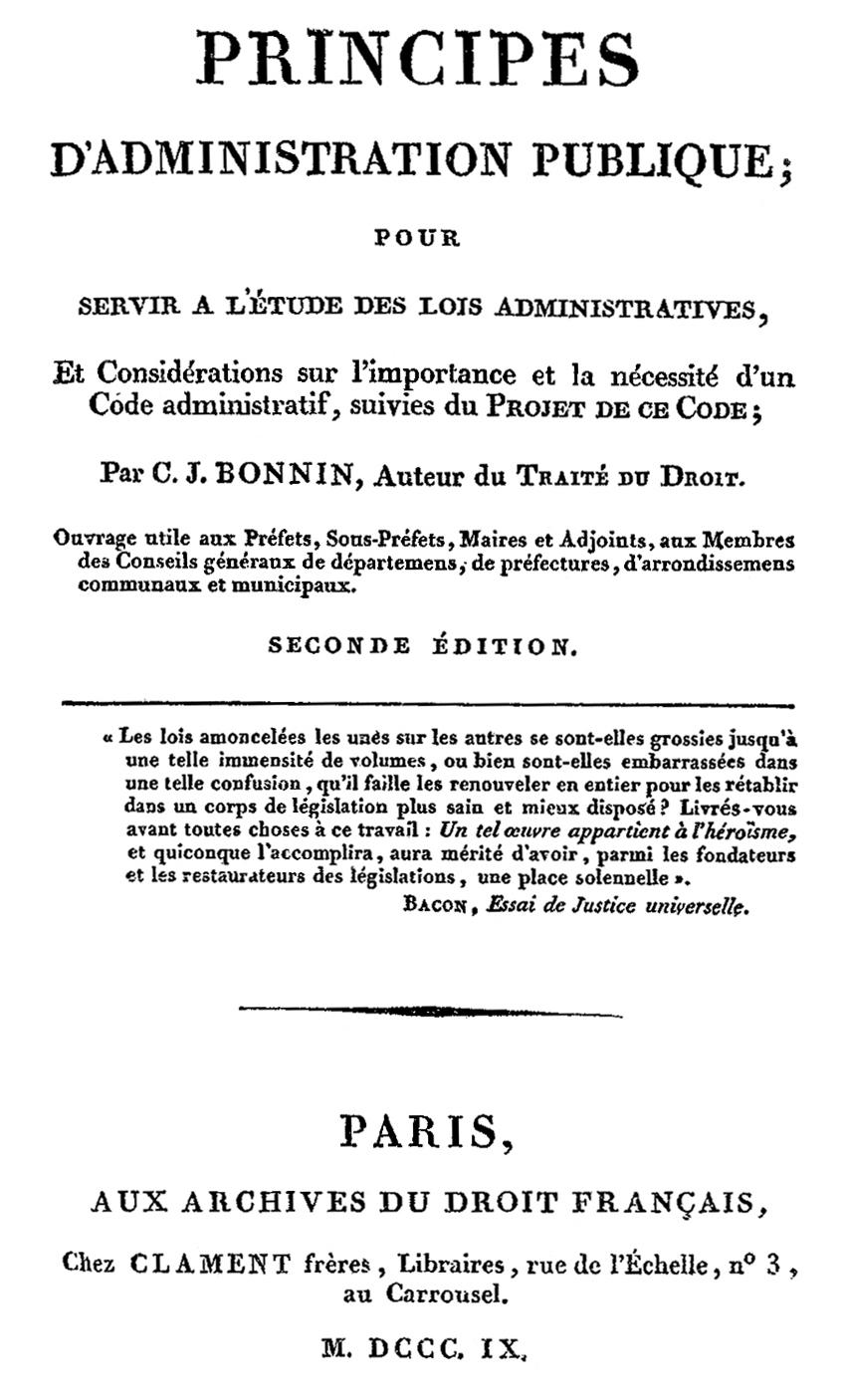
Principes d’Administration Publique - 1809

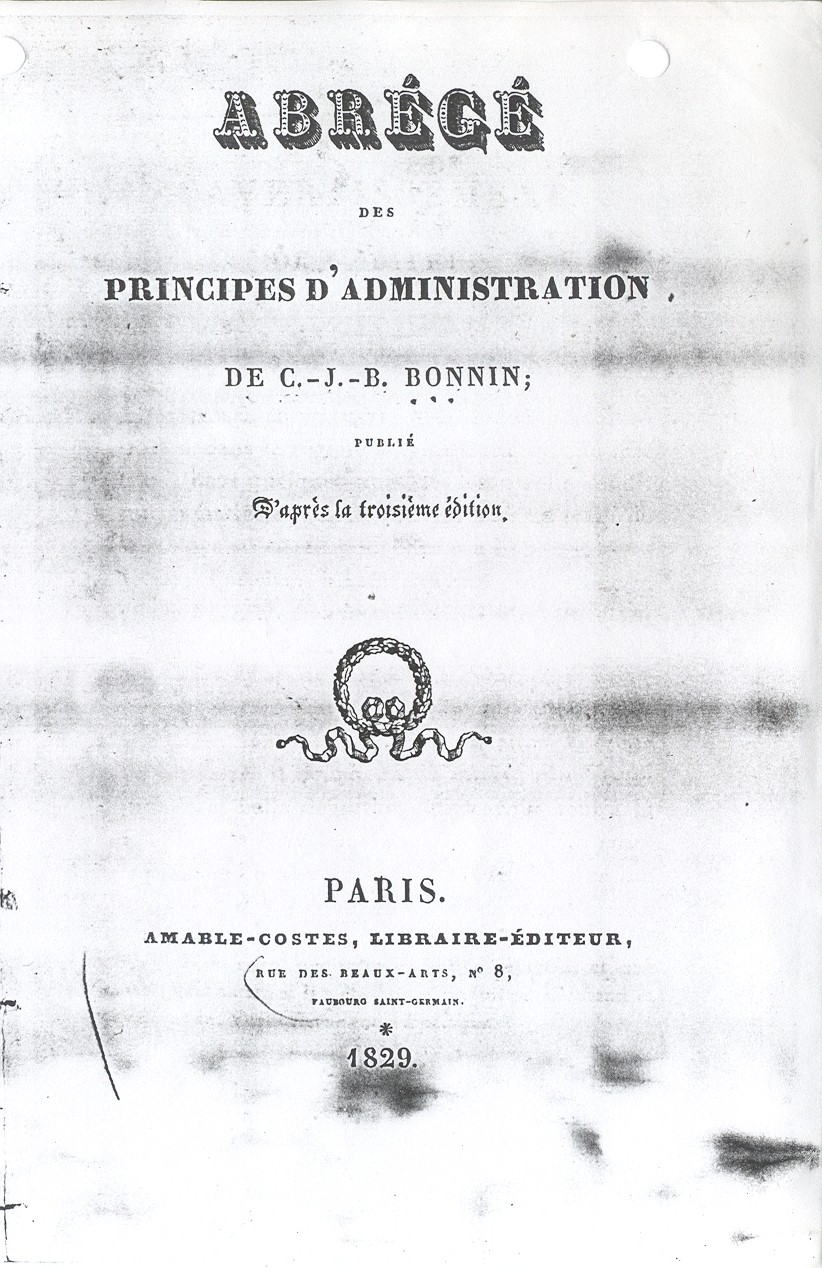
Abrégé des Principes d’Administration - 1829

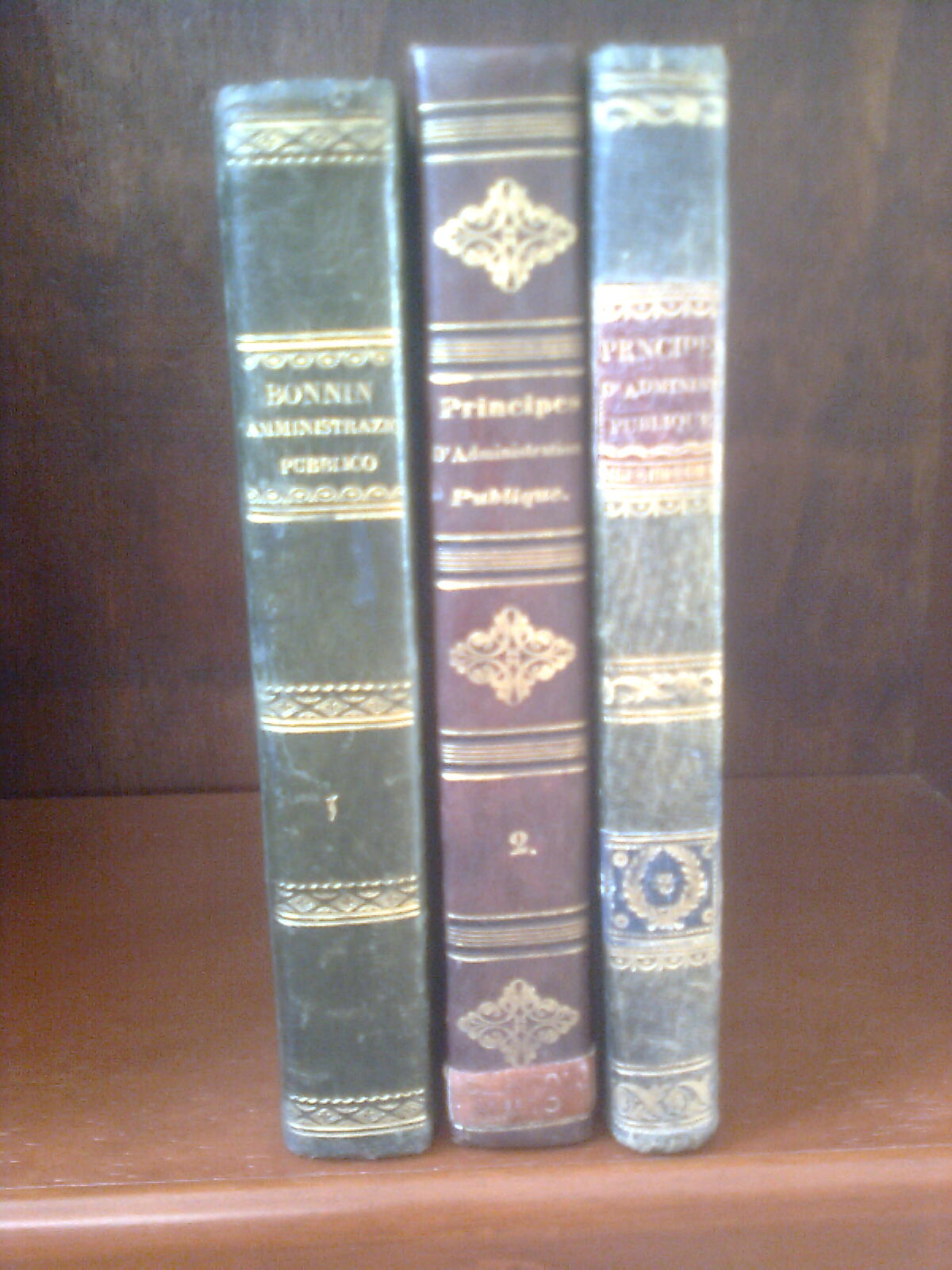
Premières éditions originales des Principes d'Administration Publique

### Principes d’Administration Publique
- De l’Importance et de la Nécessité d’un Code Administratif. À Paris, chez Garnery, Libraire. 1808.
- Principes d'Administration Publique, pour servir à l’Étude des Lois Administratives, et Considérations sur l’Importance et la Nécessité d’un Code Administratif, suivies du Projet de ce Code. Ouvrage utile aux Préfets, Sous-Préfets, Maires et Adjoints, aux Membres des Conseils généraux de départements, de préfectures, d’arrondissements, communaux et municipaux. À Paris, chez Clément Frères, Libraires. 1809. Seconde édition.
- Principes d’Administration Publique. À Paris, chez Renaudière Imprimeur-Libraire. 1812. Troisième édition.
- Abrégé des Principes d’Administration.  D'après la troisième édition. Paris, Amable-Costes, Libraire-Éditeur. 1829.
- Extracto dos Principios Fundamentaes do Sistema Administrativo de Franca por M. Bonnin, e sua Comparacao con os de Portugal. Francisco Soares Franco, Deputado ás Cortes Ordinarias. Lisboa, na Typografia Rollandiana. 1822.
- Principii di Amministrazione Pubblica. Napoli, Nella Stamperia Francese. 1824. Versión italiana de Antonio di Crescenzi y Michele Saffioti.
- Compendio de los Principios de Administración. Madrid, Imprenta de don José Palacios. Versión castellana de D.J.M. Saavedra. 1834.
- Ciencia Administrativa: Principios de Administración Pública. Estractados de la obra francesa de Carlos Juan Bonnin. Panamá, Imprenta de José Ángel Santos. 1838. Traducida por Esteban Febres Cordero.
- “Principios de la Administración Pública”. México, Revista de Administración Pública. Número Especial. Noviembre de 1982. p. 81-102.
- Bonnin, C.J.B. “Principios de la Administración Pública”. México, Revista de Administración Pública. Antología 1-54. Febrero de 1983. p. 479-500.
- Principios de Administración Pública. México, Fondo de Cultura Económica. 2004.
- Compendio de los Principios de Administración. Madrid, Imprenta de don José Palacios. Versión castellana de D.J.M. Saavedra. 1834 (Edición Facsímil elaborada por Nabu Public Domain Reprints, LaVergne, TN USA, 2011).

### Œuvres sur autre matières
- De l’Excellence de Corneille (De la Excelencia de Corneille). 1791.
- Réflexions sur Montesquieu (Reflexiones sobre Montesquieu). Este y el trabajo previo fueron publicados posteriormente. 1795.
- Réfutation des Systèmes des Publicistes ou Examen des Causas de la Sociabilité et du Droit Naturel (Refutación de los Sistemas de los Publicis¬tas o Examen de la Sociabilidad y del Derecho Natural). 1796.
- De l’Ordre et de la Culture des Connaissances (Del Orden y de la Cultura de los Conocimientos). 1802.
- Manière d’Étudier les Lois (La Manera de Estudiar las Leyes). 1805.
- Droit Public Français (Derecho Público Francés). 1809.
- De la Révolution Européenne (De la Revolución Europea). 1815.
- Eléments Naturels de la Chronologie (Elementos Naturales de la Cronología). 1820.
- Législation Constitutionnelle (Legislación Constitucional). 1820.
- Session de 1819 (Sesión de 1819). 1820.
- Doctrine Social (Doctrina Social). Existe una temprana versión española de 1821. 1820.
- Études Législatives (Estudios Legislativos). 1921.
- Pensée de C.J.B. Bonnin, Suivies des Éliges de Corneille et Montesquieu (Pensamiento del C.J.B. Bonnin, seguidos de los Elogios a Corneille y Montesquieu), que recoge los trabajos que preparó en 1791 y 1795. 1824.
- “Lettres sur Éducation” (“Cartas sobre Educación”), escritas a su hija Victoria Carlota cuando estuvo recluido en prisión. 1824.
- “A Madame Bonnin”: Poésies et Lettres de C.J.B. Bonnin (“A la señora Bonnin”: poesías y cartas de C.J.B. Bonnin). 1834.
- “Réfutation de l’Avenier, selon Lammenaires et Chateaubriand” (“Refutación del Acontecimiento, según Lammenaires y Chateaubriand”). 1834.
- La Religion sous le Rapport Philosophique et Politique (La Religión bajo la Relación Filosófica y Política, 1822).